# Гидроторф
Гидроторф — это:

Размыв полей гидроторфа

1. гидравлический способ разработки торфяной залежи при помощи гидромеханизации, целесообразный только в крупных хозяйствах: торфяная залежь размывается водяной струёй высокого давления и затем высасывается торфососом.
2. предприятие, добывающее торф этим способом.
3. сорт торфа, добываемого этим способом.

## История
Этот гидравлический способ разработки торфа, изобретённый в 1914 году инженерами Р. Э. Классоном и В. Кирпичниковым, получил широкое развитие в 20-х и 30-х годах XX века и способствовал в тот период созданию крупных торфяных предприятий индустриального типа.
Этот способ добычи торфа считался в то время наиболее прогрессивным, в его честь был назван посёлок Гидроторф, который с 1932 года стал посёлком городского типа.
С 1936 года для очистки карьера от пня и других древесных остатков при работе струи использовались скреперные установки, состоящие из трёхбарабанной самоходной лебёдки, специального пеньевого скрепера и системы блоков и тросов, также для сокращения длины массопроводов от кранового агрегата до аккумулятора применялись двойные проходы, при которых торфососный кран одну половину сезонного прохода идёт в одном направлении (от аккумулятора), а другую половину, развернувшись на 180°, — в другом (к аккумулятору).
Развитие гидроторфа обеспечило создание крупномасштабной торфяной промышленности и снабжение топливом районных торфяных электростанций, построенных по плану ГОЭЛРО и в годы первых пятилеток — Шатурской, Горьковской, Ивановской, Тверской, Ленинградской.
Добыча гидроторфа развивалась быстрым темпом: в 1921 году работало всего 2 установки, в 1936 году — 126 агрегатов гидроторфа (89 нового стандарта и 37 сверхстандарта), которые дали 5 733 000 т воздушно-сухого торфа (30 % влажности), что составило 42,8 % от всего торфа, вырабатываемого предприятием системы НКТП СССР. Всего этим способом было добыто около 187 млн т воздушно-сухого торфа.
Гидравлический способ в 1950-60-е годы был заменён более продуктивным поверхностно-послойным способом добычи торфа.
Гидроторф использовался как топливо для котельных, в том числе электростанций, а также для получения промышленного газа и кокса.

## Технологический процесс

Размыв полей гидроторфа

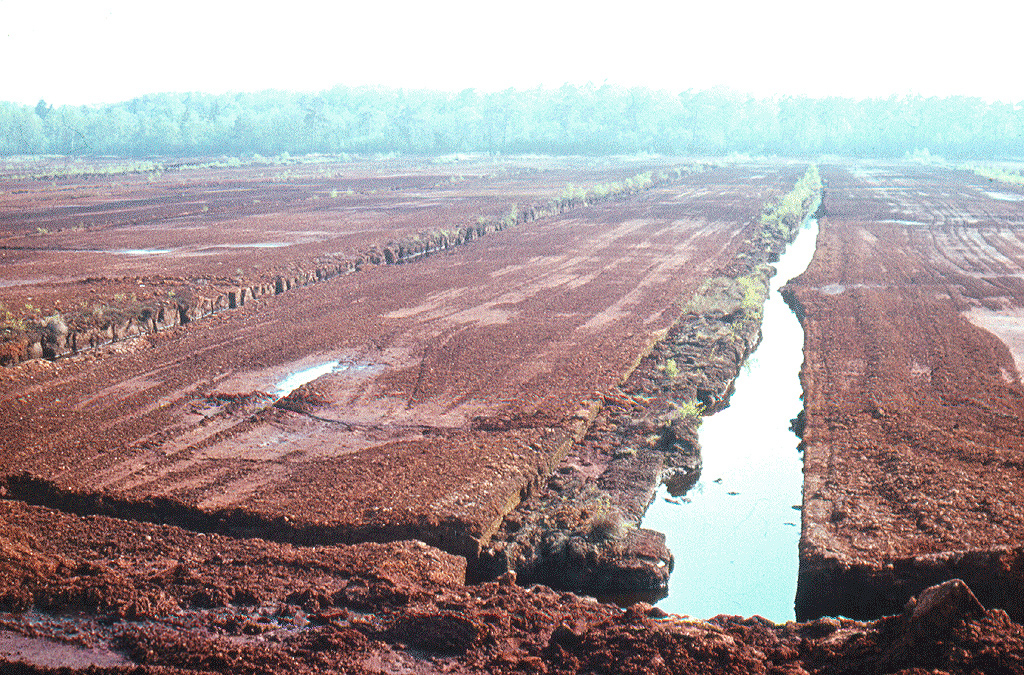
Дренажные каналы

Технологический процесс добычи торфа гидравлическим способом включает:
- размыв торфяной залежи с влажностью 89—92 % струёй воды высокого давления (1—2 МПа), при котором торф превращается в гидромассу с влажностью 95—97 %;
- транспортирование гидромассы по трубам на поля разлива и распределение её слоем 20—40 см;
- обезвоживание гидромассы за счёт фильтрации в подстилающий грунт (55 % воды при этом удаляется) и испарения (25 % воды), доведение её до пластичного состояния, при котором осуществляется формирование кирпичей самоходными формирующими гусеницами;
- сушку кирпичей до уборочной влажности 45—40 %;
- механизированную уборку воздушно-сухого торфа в штабели.

Торф большей степени разложения при размыве его водой даёт обычно менее вязкую гидромассу (с меньшим коэффициентом трения), что позволяет транспортировать её с меньшим содержанием воды. Для получения водяной струи используют насосы высокого давления и передвижные брандспойты.
Разработка сезонного карьера идёт отдельными участками, один размер которого совпадает с шириной сезонного карьера, а другой изменяется в пределах 30—60 м. Береговой кран передвигается на новую стоянку после размыва каждого такого участка. Торфяная залежь, предназначенная для выработки, осушается для обеспечения перевозки торфодобывающих машин и для предохранения разрабатываемых карьеров от заливания поверхностной и грунтовой водой. Для последней цели осушка выполняется «донная», то есть на всю глубину вырабатываемых карьеров, путём прорытия каналов соответствующей глубины.

### Достоинства
Достоинства разработки торфяных месторождений способом гидроторфа:
- полная механизация экскавации, переработки и транспорта торфа;
- возможность разработки сильно пнистых и неоднородных по качеству залежей;
- непрерывность производства в течение всего сезона (работа идёт в три смены).

### Недостатки
Недостатки разработки торфяных месторождений способом гидроторфа:
- значительный расход электроэнергии (ок. 30 кВт*ч на 1 т продукции);
- значительный расход воды на размыв (ок. 2 объёма на 1 объём залежи);
- недостаточная механизация процессов сушки.

### Механизация
По добыче гидроторфа используется два основных типа машин: «новый стандарт» и «сверхстандарт». Они состоят из устройств: агрегат по добыче (торфосос), растиратель, торфососный кран, насос высокого давления. За сезон агрегат нового стандарта даёт около 500 т воздушно-сухого торфа, сверхстандарт — 100 000 т.

## Характеристики гидроторфа
Характеристики гидроторфа:
- общая продолжительность сушки от разлива до уборки — 60—75 суток;
- удельная теплота сгорания — 12—14 МДж/кг;
- условная влажность — 33 %;
- средняя влажность поставки — 36 %;
- зольность — 9,6 %.